# Episodi di Light as a Feather (prima stagione)
La prima stagione della serie televisiva Light as a Feather, composta da 10 episodi, viene distribuita negli Stati Uniti su Hulu il 12 ottobre 2018. In Italia, la stagione è inedita.
| n° | Titolo originale        | Titolo italiano | Pubblicazione USA | Prima TV Italia |
| -- | ----------------------- | --------------- | ----------------- | --------------- |
| 1  | ...Stiff as a Board     |                 | 12 ottobre 2018   |                 |
| 2  | ...Pretty as a Picture  |                 | 12 ottobre 2018   |                 |
| 3  | ...Dead as a Doornail   |                 | 12 ottobre 2018   |                 |
| 4  | ...Dark as the Night    |                 | 12 ottobre 2018   |                 |
| 5  | ...Mad as a Hatter      |                 | 12 ottobre 2018   |                 |
| 6  | ...Troubled as the Tide |                 | 12 ottobre 2018   |                 |
| 7  | ...Right as Rain        |                 | 12 ottobre 2018   |                 |
| 8  | ...Cold as Ice          |                 | 12 ottobre 2018   |                 |
| 9  | ...Innocent as a Lamb   |                 | 12 ottobre 2018   |                 |
| 10 | ...Slippery as an Eel   |                 | 12 ottobre 2018   |                 |